# Ортис де Ретес, Иньиго
Иньиго Ортис де Ретес (исп. Íñigo Ortiz de Retes, Yñigo Ortiz de Retez) — испанский мореплаватель XVI века. Один из первых исследователей тихоокеанских островов.

## Биография
Ортис де Ретис родился в 1500-х гг. в Алаве, Испания, в небогатой семье. Первые упоминания о нём встречаются в связи с экспедицией Педро де Альварадо в 1538 году в Гондурас и Гватемалу. В 1542 году он был назначен в состав экспедиции Лопес де Вильялобоса на Филиппины. В 1543 году он прибыл на Минданао, где получил должность губернатора
13 июня 1545 года (по другим данным — 16 мая) Ортис де Ретес отплыл на корабле «Сан-Хуан» от острова Тидоре, испанского форпоста на Моллукских островах через архипелаги Талауд и Биак к берегам Новой Гвинеи. Плывя мимо северного побережья, 20 июня 1545 года он остановился в устье реки Мамберамо, где разбил лагерь и объявил эту территорию принадлежащей испанской короне. Путешествие Ортис де Ретеса вдоль берега Новой Гвинеи продолжалось до конца августа, он достиг 5° ю. ш., когда встречные ветры вынудили его повернуть обратно. Он прибыл в порт Тидоре 5 октября 1545 года.
Ортис де Ретес не был первым европейцем, посетившим Новую Гвинею, но именно он дал острову название, которое закрепилось и остаётся по сей день — Новая Гвинея (исп. Nueva Guinea). Такое название он дал из-за показавшегося ему сходства аборигенов, населявших остров, с жителями африканской Гвинеи.
Экспедицией Ортис де Ретеса были также описаны и названы по-испански многие острова в составе архипелага Бисмарка.